# Jorge Trinidad
Jorge Trinidad, vollständiger Name Jorge Luis Trinidad Ferreira, (* 1. Mai 1993 in Tacuarembó) ist ein uruguayischer Fußballspieler.

## Karriere
Der 1,80 Meter große Offensivakteur Trinidad wechselte Mitte Januar 2016 vom Albion Football Club zum Zweitligisten Huracán Football Club. Dort lief er in der Saison 2015/16 in acht Partien der Segunda División auf und schoss ein Tor. Anfang September 2016 schloss er sich dem Canadian Soccer Club an. In der Saison 2016 bestritt er elf Zweitligaspiele und erzielte fünf Treffer. In den ersten Januartagen 2017 wurde Trinidad vom Erstligisten Plaza Colonia verpflichtet. Ohne in einem Pflichtspiel der Profis eingesetzt worden zu sein, verlieh ihn der Klub Mitte Juli 2017 an den Zweitligisten Club Atlético Rentistas.